# Шанти-Никетан
Шанти-Никетан (бенг. শান্তিনিকেতন) — город в Западной Бенгалии (Индия) в 152 км от Калькутты.

## История
Возник на месте поселка, основанного Дебендранатом Тагором, отцом писателя Рабиндраната Тагора в 1863 году.
Здесь в 1901 году Рабиндранат Тагор создал ашрам, включавший экспериментальную школу, молитвенную комнату с мраморным полом (мандир), сады, рощи и библиотеку, а в 1921 году на деньги, полученные в результате присуждения ему Нобелевской премии, — Университет Висма Бхарати, объявленный в 1951 году университетом национального значения.
В настоящее время усадьба «Удаяна», где жил Рабиндранат Тагор, является мемориальным музеем. В усадьбе четыре виллы (по числу времен года), музей и скромный домик, специально построенный для Махатмы Ганди, который нередко посещал усадьбу Тагора.

## Известные люди
- Рабиндранат Тагор (1861—1941) — Лауреат Нобелевской премии по литературе 1913 г.
- Амартия Кумар Сен (р. 1933) — Лауреат Нобелевской премии по экономике 1998 г.